# Vladimir Arabadzhiev
Vladimir "Vlado" Arabadzhiev, född 16 mars 1984 i Plovdiv, är en bulgarisk racerförare.

## Racingkarriär
Vladimir startade 2006 med Italienska Formel 3 för En.Ro. Competition där han totalt slutade som elva. 2007 blev han sjua i Euroseries 3000 för ASR, men också sexa i Formula 3000 Italy. 2008 blev det International Formula Master för JD Motorsport och en sjundeplats totalt, efter att ha vunnit en tävling på Estoril. Han körde också Formula Master Italia för JD Motorsport, vilken han slutade så bra som tvåa i förarmästerskapet. 2009 fortsatte han med International Formula Master för JD Motorsport, vilken han återigen blev sjua i. Under vintern 2009/2010 så fick Arabadzhiev chansen att köra i GP2 Asia för Piquet GP, som efter första tävlingshelgen bytte namn till Rapax Team. Han tog inga poäng, men lyckades sätta snabbaste varv i en tävling. 2010 kör han i GP2 Series med Scuderia Coloni och i Auto GP för DAMS, där han vann en tävling redan första helgen.
| År                                               | Klass/Mästerskap             | Team                 | Bil                      | Totalt/poäng   | Bästa placering         |
| ------------------------------------------------ | ---------------------------- | -------------------- | ------------------------ | -------------- | ----------------------- |
| 2006                                             | Italienska F3-mästerskapet   | En. Ro. Competition  | Dallara F304 (Opel)      | 11:a/5p        | ?                       |
| 2007                                             | Euroseries 3000              | ASR                  | Lola B02/50 (Mecachrome) | 7:a/23p        | ?                       |
| 2007                                             | Formula 3000 Italy           | ASR                  | Lola B02/50 (Mecachrome) | 6:a/16p        | ?                       |
| 2008                                             | Formula Master Italia        | JD Motorsport        | Formula S2000 (Honda)    | 2:a/66p        | Fyra segrar             |
| 2008                                             | International Formula Master | JD Motorsport        | Formula S2000 (Honda)    | 7:a/29p        | 1:a på Estoril (Race 2) |
| 2009                                             | International Formula Master | JD Motorsport        | Tatuus IFM (Honda K20A)  | 7:a/37p        | Tre andraplatser        |
| 2009/2010                                        | GP2 Asia Series              | Piquet GP Rapax Team | Dallara GP2/05 (Renault) | -/0p           | 7:a i Bahrain (Race 1)  |
| 2010                                             | Auto GP                      | DAMS                 | Lola B05/52 (Zytek)      | säsongen pågår |                         |
| 2010                                             | GP2 Series                   | Rapax Team           | Dallara GP2-08 (Renault) | säsongen pågår |                         |
| Senast uppdaterad: 2010-05-08 (5330 dagar sedan) |                              |                      |                          |                |                         |